# IRORI Records
IRORI Records（イロリレコーズ）は、2020年に設立された、映像・音楽ソフトメーカー、ポニーキャニオンの音楽レーベル。

## 概要
2020年6月に設立。音楽が持つ本質を的確に発信していきたいということを設立理由に挙げており、第一弾アーティストとしてOfficial髭男dismとスカートの二組が所属となった。

## 所属アーティスト
- Official髭男dism（2020年 - ）[2]
- スカート（2020年 - ）[2]
- Homecomings（2021年 - ）[3]
- Kroi（2021年 - ）[4]
- SOMETIME'S（2021年 - ）[5]
  - 当初はマネジメントでの所属だったが、後に同レーベルからメジャーデビュー[5]。
- TOMOO（2022年 - ）[6]
- Bialystocks（2022年 - ）[7]
- 阿部真央（2023年 - ）[8]
  - プライベートレーベル「KAGAYAKI RECORDS」所属[8]。
- go!go!vanillas（2024年 - ）[9]
  - Getting Betterより移籍。
- a子（2024年 - ）[10]
- S.A.R.（2025年 - ）[11]